# George Schetky
George Schetky (1 de junio de 1776 - 11 de diciembre de 1831)  fue un compositor estadounidense de origen escocés. Schetky fue violonchelista, profesor de música, director de orquesta y uno de los primeros compositores de Estados Unidos. También ejerció como editor de música en colaboración con su socio, Benjamin Carr.   

## Biografía
Nació en Edimburgo y emigró a Estados Unidos en 1787, estableciéndose en Filadelfia. En 1812 regresó a Escocia, en protesta por la guerra anglo-estadounidense, que enfrentó a Estados Unidos con su país natal. Una vez finalizado el conflicto, en 1817, regresó a Filadelfia. 
Fue uno de los miembros fundadores de The Musical Fund Society .    

## Publicaciones
The Musical Journal for the Piano Forte.